# ورزشگاه شهید درفشی‌فر
ورزشگاه درفشی‌فر یک ورزشگاه فوتبال در جنت‌آباد، تهران است که ۲۵۰۰ تماشاگر گنجایش دارد.
دارندهٔ ورزشگاه باشگاه فوتبال پرسپولیس است و در گذشته این ورزشگاه میزبان تمرین تیم‌های بزرگسالان و پایهٔ مردان پرسپولیس بوده است. هم‌اکنون، تیم‌های پایهٔ پرسپولیس در ردهٔ مردان و تیم بزرگسالان زنان پرسپولیس از این ورزشگاه بهره‌برداری می‌کنند.
ورزشگاه اگرچه کوچک شمرده می‌شود اما دارای زیرساخت نسبی و دیزاین‌های ویژه برای نما با برند باشگاه پرسپولیس است.
ورزشگاه در هنگام مدیریت محمدحسن انصاری‌فرد به بخش خصوصی اجاره داده شده بود، اما در ۱۲ ژانویه ۲۰۱۳، با مدیریت محمدرضا رویانیان در پرسپولیس به‌طور کامل و برای همیشه در اختیار باشگاه پرسپولیس قرار گرفت.

## پیشینه
ورزشگاه درفشی‌فر میزبان تمرین تیم فوتبال مردان پرسپولیس بوده است. در فوریه ۲۰۱۹، برانکو ایوانکوویچ، سرمربی تیم بزرگسالان مردان باشگاه، از این ورزشگاه بازدید کرد و از زیرساخت آن، ابراز خشنودی کرد.
از فصل ۲۰۲۴، باشگاه فوتبال زنان پرسپولیس در این ورزشگاه تمرین‌ها و بازی‌های خود را برگزار کرده است.